# Волков переулок
Во́лков переу́лок — улица в центре Москвы, на Пресне. Начинается от улицы Красная Пресня, проходит на север вдоль западного края Московского зоопарка и выходит на Зоологический переулок напротив Новопресненского переулка.
В середине 17 века в районе Волкова переулка располагалась Государева псарня, которая позже переехала в район Ваганьковского кладбища.

## Происхождение названия
Название возникло в конце XVIII веке по фамилии домовладельцев братьев Волковых.

## Здания и сооружения
Всего в переулке 17 домов.

### По нечётной стороне
- № 5 — жилой дом. Здесь в 1963—1980-х годах жил актёр Семён Соколовский[1]. На первом этаже этого дома жил искусствовед Виталий Вульф.С 1963 по 1973 здесь жил Андрей Миронов
- № 7/9, стр. 1, 2, 3 — 5-этажные жилые, бывшие дома-коммуны, с квартирами 2-х, 3-х и 4-х комнатной планировки. Построены в 1931 году РЖСКТ Трехгорной мануфактуры в стиле конструктивизм;
- № 7/9, стр. 5 — главный дом городской усадьбы П. А. Зубова — П. Н. Зубова — А. К. Мартоса (1885—1887, архитекторы И. Т. Владимиров, Ф. П. Скоморошенко). Здание представляет собою один из немногих сохранившихся образцов исторической застройки Пресненского района. По данным «Архнадзора» здание принадлежит на праве собственности Зурабу Церетели, в 2010 году к зданию была сооружена самовольная пристройка[2].
- № 11 — панельный жилой дом. Здесь бывал у своих родственников футболист Лев Яшин[3].
- № 13 — в кв. № 3 дома жил архитектор Ярослав Косицкий, в верхнем этаже жил с семьёй художник Константин Градополов. Во время войны во дворе дома взорвалась бомба[3].
- № 15 — особняк В. К. Мельникова,  памятник архитектуры (региональный). Каменно-деревянный дом в стиле модерн с лепным (сохранился) и  керамическим (утрачен) декором[4]; одна из первых самостоятельных построек архитектора В. Д. Адамовича (1904 или 1905 год)[5]. Особняк, принадлежавший потомственному почетному гражданину В. К. Мельникову, совладельцу торгового дома «В. К. Мельников, Н. И. Кусаков и Ко», является частью ансамбля небольшой усадьбы, сохранившей все надворные постройки и планировочную структуру. С советских времён здесь располагался туберкулезный диспансер. После его выселения в 2014 году здание пустует, ценные интерьеры разрушаются. 24 мая 2015 года из-за пожара в деревянном кафе по соседству особняку был нанесён ущерб: пострадали крыша и чердак. Внутри здание не горело, но было целиком пролито водой[6]. В 2016 году дом стал памятником регионального значения[6]; 16 февраля 2017 года градостроительно-земельная комиссия города Москвы одобрила проект градостроительного плана земельного участка по адресу Волков пер., вл. 15, стр. 1, 2, 3  для реставрации существующих объектов[7]. По сообщению председателя Москомстройинвеста Константина Тимофеева, все здания усадьбы (стр. 1,2,3)  будут отреставрированы за счёт инвестора, после выполнения ремонтно-реставрационных работ он станет владельцем особняка[8].
- № 17 — панельный жилой дом. Здесь жил футболист В. А. Степанов[9].
- № 19, стр. 1 - нежилой 3-этажный кирпичный дом 1906 года постройки. В нем располагается Бюро военного атташе Саудовской Аравии.

### По чётной стороне
- № 4 — доходный дом Р. Н. Страбовской (1899, архитектор О. О. Шишковский)
- № 10 — двухэтажный кирпичный дом, построеный в 1900 году архитектором Вячеславом Жигардловичем по заказу супругов Марии Алексеевны Переслегиной и Александра Александровича Переслегина. Здание занимал полк ДПС ГИБДД, батальон № 4 УВД Центрального административного округа. Сейчас здание находится во владении Московского Зоопарка.
- № 12 — Каменный павильон для копытных животных в Московском Зоологическом саду (1892—1893, архитектор Л. Н. Кекушев)